# Superiore anno
Superiore anno (en español, El pasado año) es la decimoquinta encíclica del Papa León XIII, publicada el 30 de agosto de 1884. Se trata de la segunda encíclica del papa sobre el rezo del Rosario, al año siguiente de haber escrito la primera, Supremi apostolatus.

## Contenido
El papa comienza recordando las peticiones contenidas en la anterior encíclica

Superiore anno, quod singuli novistis, per litteras Nostras Encyclicas decrevimus, ut in omnibus catholici orbis partibus, ad caeleste praesidium laboranti Ecclesiae impetrandum, magna Dei Mater sanctissimo Rosarii ritu, Octobri toto, coleretur.
El pasado año, como todos sabéis, decretamos por Nuestra Carta Encíclica que en todos los lugares del Orbe Católico, y para impetrar el celestial auxilio en las tribulaciones de la Iglesia, se celebrase el rezo solemne del Santísimo Rosario a la gran Madre de Dios en todo el mes de octubre.

Como las causas que le impulsaron a implorar la protección de la Virgen se mantienen, el Papa quiere exhotar al pueblo critstiano para que continúe perseverante en el rezo del Rosario; siguiendo el ejemplo de Judit -iipo de la Virgen- y de los apóstoles, que perseveraban unánimes junto a María. Se trata de obtener el triunfo sobre los enemigos, la libertad de la Iglesia y de su Cabeza, y de conservar fielmente los principios sobre los que se apoya la salvación de la humanidad. Para ello debe mantenerse la piadosa costumbre del rezo del rosario, con el que se recuerdan los misterios de la salvación. 
Ahora, en Italia, hay un motivo más para implorar a María, la epidemia del cólera asiático que se extiende por importantes puertos franceses e invade Italia. Por todo esto, el papa repite la petición que hizo el año anterior y desea que desde el uno de octubre al dos de noviembre se realicen en los templos y capillas dedicados a María los mismos actos de culto, con el rezo del rosario y la bendición con el Santísimo, que se establecieron para 1883 en la encíclica Supremi apostolatus; concede además para esta ocasión las mismas indulgencias que estableció para el año anterior. 